# Futbol a Alemanya

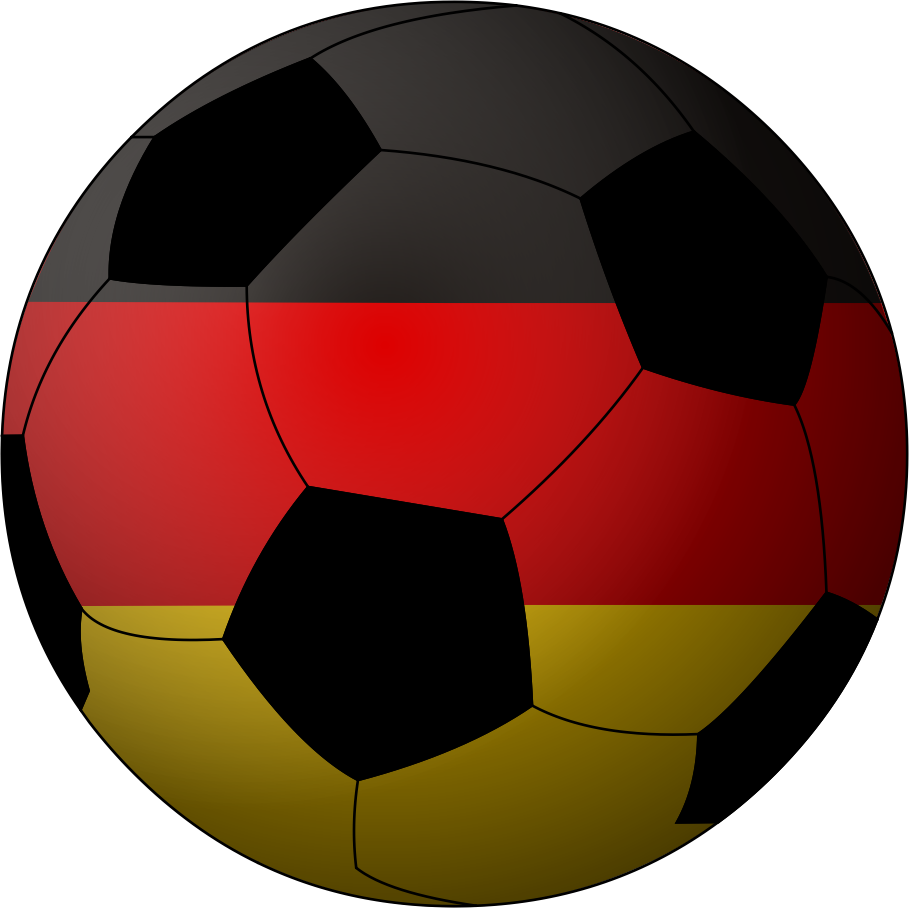

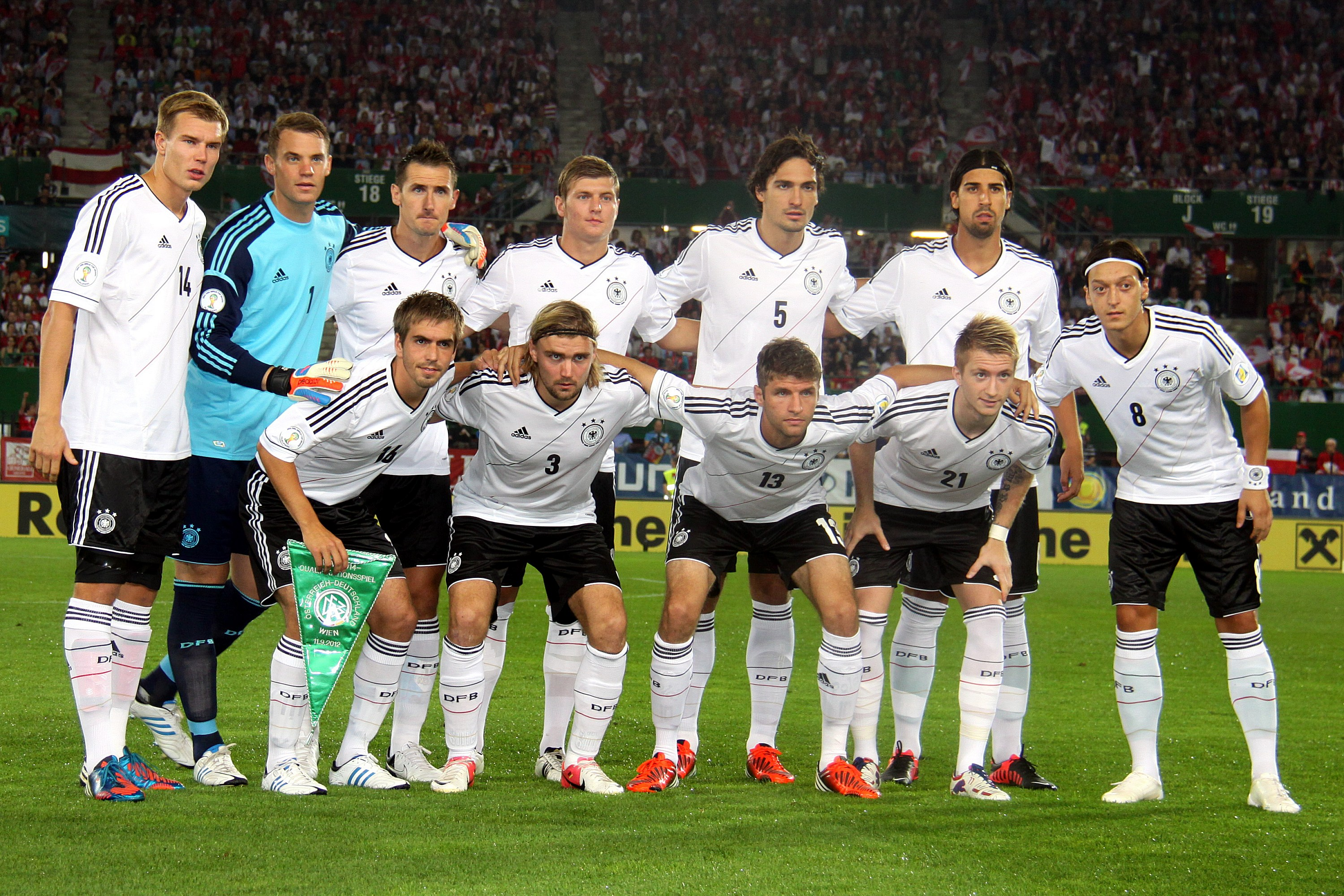
Alemanya el 2012.

El futbol a Alemanya és un esport amb forta tradició, com en altres països europeus.

## Història

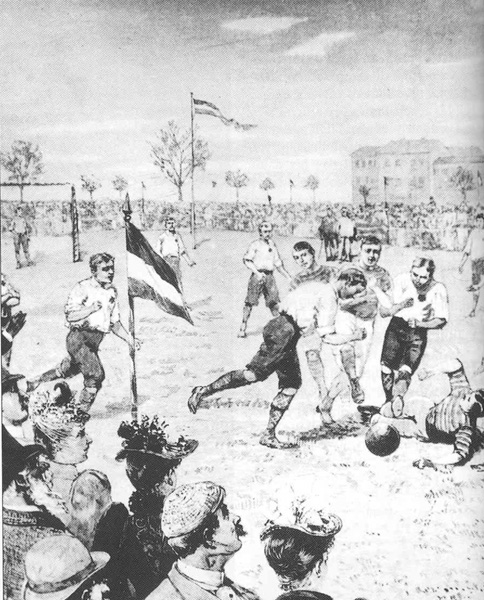
Il·lustració d'un partit de futbol a Alemanya el 1892.

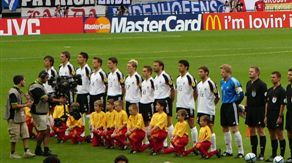
Imatge de la selecció.

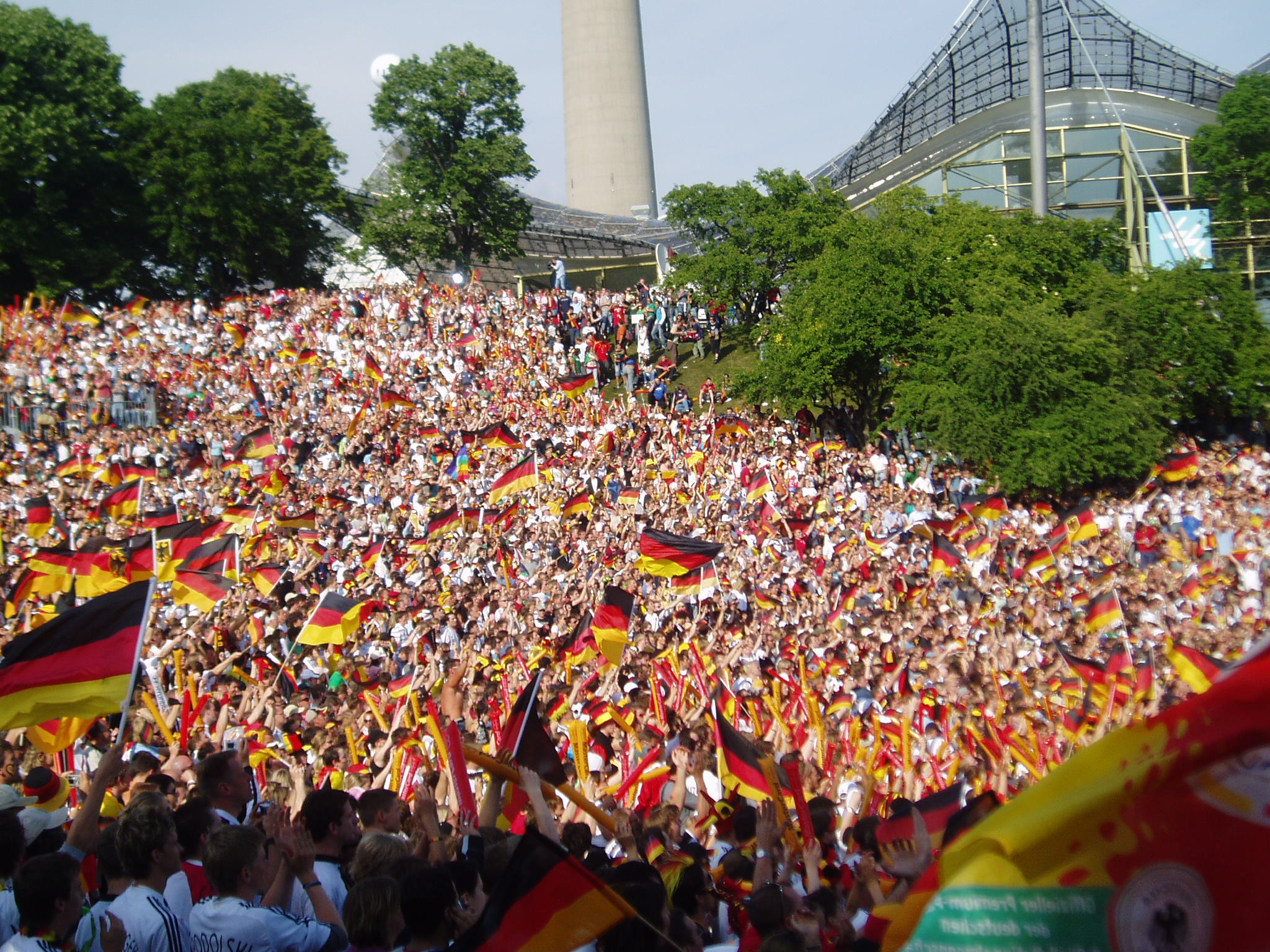
Seguidors.

Ja a finals del segle xix es crearen a Alemanya les primeres associacions de clubs, com la Bund Deutscher Fussballspieler o la Deutscher Fussball und Cricket-Bund. El primer partit es disputà a Braunschweig el 1874. El 1875, Konrad Koch publicà la primera versió alemanya de les regles del futbol, que encara s'assemblaven a les del rugbi.
El 28 de gener de l'any 1900, 86 clubs (alguns d'ells de fora del país) fundaren a Leipzig la DFB, liderats per E. J. Kirmse, president de l'Associació de Futbol de Leipzig. Ferdinand Hueppe, del Deutscher FC Prag de Praga en fou primer president.
El primer campionat es disputà el 1898 organitzat per la Verband Sueddeutscher Fussball Vereine (Associació d'Alemanya del Sud de clubs de futbol). El primer campionat alemany es disputà el 1903.
El Dresden English Football Club és considerat el primer club de futbol alemany, fundat el 1874. Entre els primers clubs alemanys destacaren: SC Germania (1887), Hertha BSC (1892), Berliner TuFC Union 92 (1892), VfB Leipzig (1893), Stuttgart FV 93 (1893), VfL 93 Hamburg (1893), FC Phönix Karlsruhe (1894), Karlsruher FV (1891), Spandauer SV (1894), FuCC Eintracht Braunschweig (1895), Fortuna Düsseldorf (1895), Hannoverscher FC (1896), Deutscher FC Prag (1896), VfR Mannheim (1896), Freiburger FC (1897), VfB Oldenburg (1897), Dresdner SC (1898), SV Darmstadt 98 (1898), Stuttgarter Kickers (1899), Werder Bremen (1899), BTuFC Viktoria 89 (1899), TSV 1860 München (1899), Eintracht Frankfurt (1899), VfL Osnabrück (1899), Kieler FV (1900), 1. FC Kaiserslautern (1900), 1. FC Nürnberg (1900), FC Bayern de Múnic (1900), TSV Alemannia Aachen (1900) i VfL Borussia Mönchengladbach (1900).
Després de la Segona Guerra Mundial, Alemanya queda dividida en dues nacions, cadascuna amb la seva lliga i copa pròpies. Aquesta situació es mantingué fins al 1991 en què el futbol teutó restà definitivament reunit.

## Competicions
- Lliga alemanya de futbol[6]
- Copa alemanya de futbol[6]
- Supercopa alemanya de futbol[6]
- Lliga de la RDA de futbol
- Copa de la RDA de futbol
- Lliga de futbol de Saarland

## Principals clubs
Baden-Württemberg
- VfB Stuttgart 1893 (Stuttgart)
- Sport-Club Freiburg (Friburg)
- SV Waldhof Mannheim 07 (Mannheim)
- Karlsruher SC (Karlsruhe)
- SSV Reutlingen 05 (Reutlingen)
- VfR 1921 Aalen (Aalen)

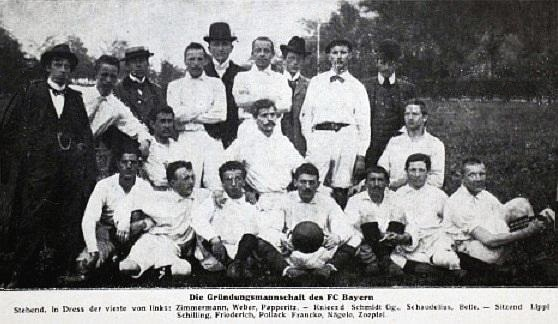
Bayern Múnic el 1900.

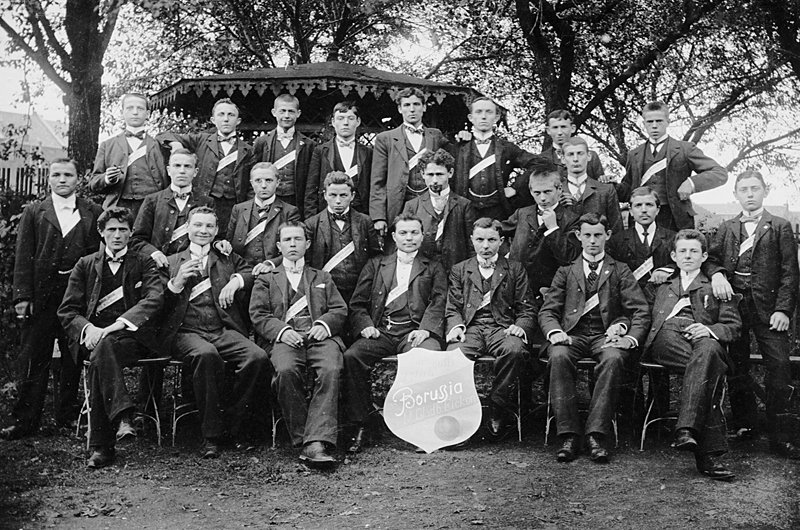
Borussia Mönchengladbach el 1900.

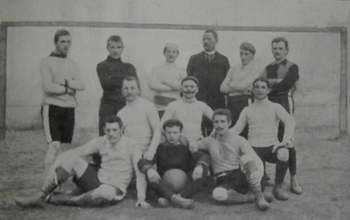
1. FC Nürnberg el 1902.

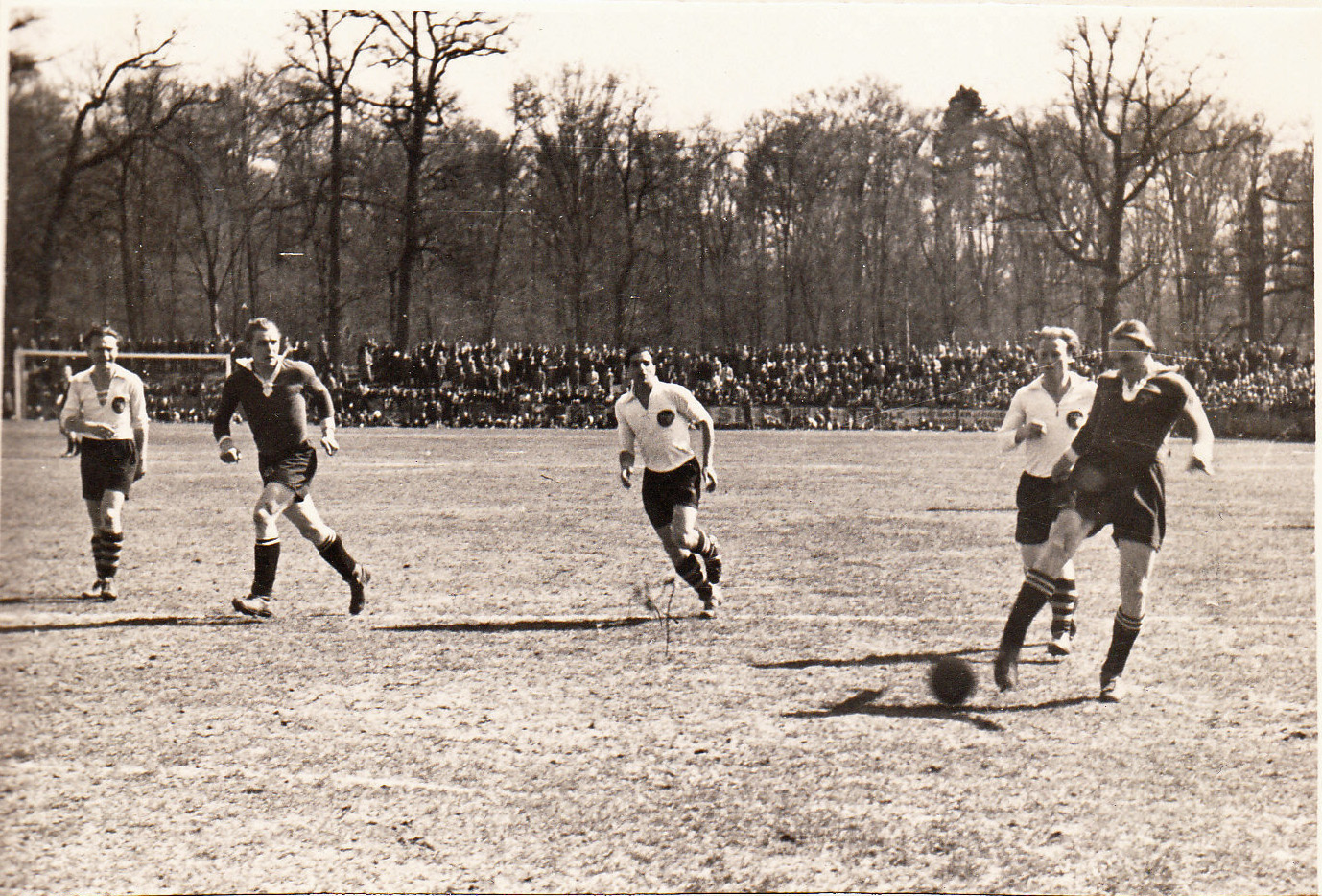
Karlsruher FV vs Eintracht Frankfurt el 1946.

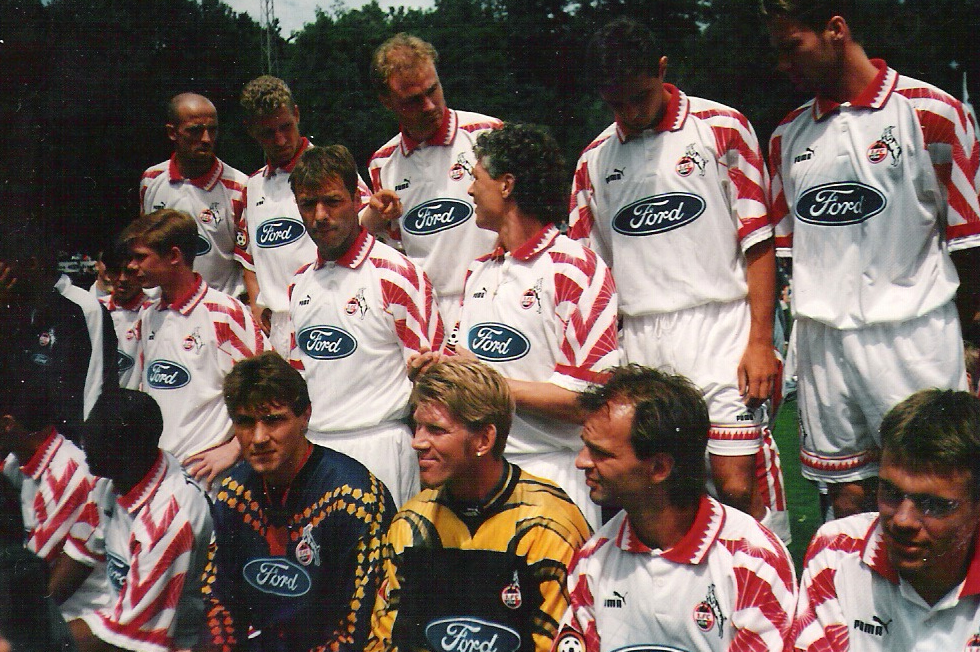
1. FC Köln el 1996.

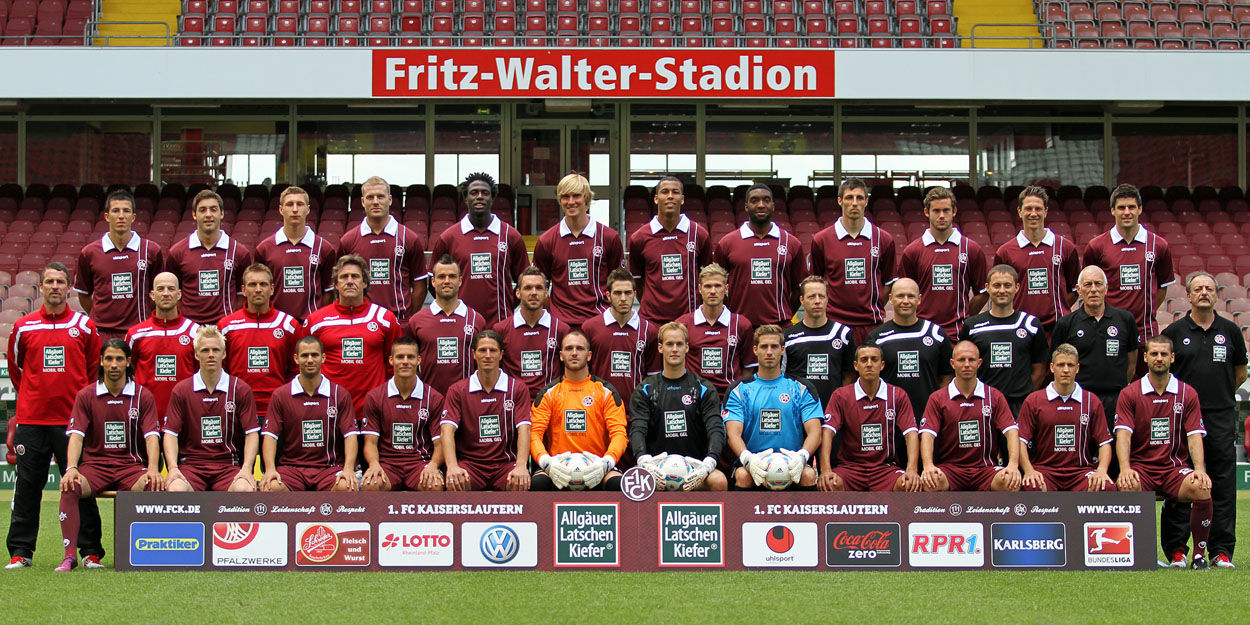
1. FC Kaiserslautern el 1911.

- SV Stuttgarter Kickers (Stuttgart)
- SSV Ulm 1846 (Ulm)
- SV 1916 Sandhausen (Sandhausen)

Baixa Saxònia
- VfL Wolfsburg-Fußball GmbH (Wolfsburg)
- Hannoverscher SV von 1896 (Hannover)
- Braunschweiger TSV Eintracht 1895 (Braunschweig)
- VfL von 1899 Osnabrück (Osnabrück)
- SV Meppen 1912 (Meppen)

Baviera
- FC Bayern de Múnic (Múnic)
- 1. FC Nürnberg VfL (Nuremberg)
- TSV 1860 München (Múnic)
- SpVgg. Greuther Fürth (Fürth)
- SV Wacker Burghausen (Burghausen)
- SpVgg. Unterhaching (Unterhaching)
- FC Augsburg 1907 (Augsburg)
- SpVgg. 1921 Bayreuth (Bayreuth)
- SV Viktoria 01 Aschaffenburg (Aschaffenburg)

Brandenburg
- FC Energie Cottbus (Cottbus)
- Frankfurter FC Viktoria 91 (Frankfurt an der Oder)

Estat de Berlín
- Hertha Berliner Sport Club (Berlín)
- 1. FC Union Berlin (Berlín)
- Berliner FC Dynamo (Berlín)

Bremen
- Sport Verein Werder Bremen (Bremen)

Hamburg
- Hamburger SV (Hamburg)
- FC Sankt Pauli (Hamburg)
- Altonaer FC von 1893 (Hamburg)

Hessen
- Eintracht Frankfurt (Frankfurt del Main)
- SV Darmstadt 1898 (Darmstadt)
- Offenbacher FC Kickers 1901 (Offenbach)
- SV Wehen 1926 (Taunusstein)
- FSV Frankfurt 1899 (Frankfurt del Main)
- KSV Hessen Kassel (Kassel)

Mecklemburg-Pomerània Occidental
- FC Hansa Rostock (Rostock)

Rin del Nord-Westfàlia
- Borussia VfL 1900 Mönchengladbach (Mönchengladbach)
- TSV Bayer 04 Leverkusen (Leverkusen)
- BV 09 Borussia Dortmund (Dortmund)
- FC Gelsenkirchen-Schalke 04 (Gelsenkirchen)
- VfL Bochum 1848 (Bochum)
- DSC Arminia Bielefeld (Bielefeld)
- 1. FC Köln (Colònia)
- Meidericher SV 02 Duisburg (Duisburg)
- TSV Alemannia Aachen (Aquisgrà)
- SC Rot-Weiβ Oberhausen (Oberhausen)
- Rot-Weiß Ahlen (Ahlen)
- KFC Uerdingen 05 (Krefeld)
- SG Wattenscheid 1909 (Bochum)
- SC Rot-Weiβ Essen (Essen)
- SC Preuβen 06 Münster (Münster)
- SC Paderborn 07 (Paderborn)
- Sportfreunde Siegen von 1899 (Siegen)
- Düsseldorfer TSV Fortuna 1895 (Düsseldorf)
- Wuppertaler SV Borussia (Wuppertal)
- Bonner Sport-Club 01/04 (Bonn)
- ETB Schwarz Weiβ Essen 1881 (Essen)
- 1. FC Union Solingen (Solingen)

Renània-Palatinat
- 1. FC Kaiserslautern (Kaiserslautern)
- 1. FSV Mainz 05 (Magúncia)
- SV Eintracht Trier 05 (Trèveris)
- TuS 1911 Koblenz (Coblença)
- VfR Wormatia Worms 08 (Worms)
- TuS 1886/1914 Mayen (Mayen)

Saarland
- 1. FC Saarbrücken (Saarbrücken)
- SpVgg. 1907 Elversberg (Elversberg)
- Borussia VfB Neunkirchen (Neunkirchen)
- FC 08 Homburg/Saar (Homburg)

Saxònia
- Chemnitzer FC (Chemnitz)
- Dresdner SC Fußball 1898 (Dresden)
- FC Erzgebirge Aue (Aue)
- 1. FC Dynamo Dresden (Dresden)
- 1. FC Lokomotive Leipzig (Leipzig)
- FSV Zwickau (Zwickau)
- FC Sachsen Leipzig 1990 (Leipzig)

Saxònia-Anhalt
- 1. FC Magdeburg (Magdeburg)
- Hallescher FC (Halle)

Slesvig-Holstein
- VfB Lübeck von 1919 (Lübeck)
- Kieler SVgg Holstein von 1900 (Kiel)

Turíngia
- FC Rot Weiβ Erfurt (Erfurt)
- FC Carl Zeiss Jena (Jena)

## Jugadors destacats
Font:
Des de 1910
- Gottfried Fuchs
- Otto 'Tull' Harder
- Adolf Jäger
- Eugen Kipp
- Willi Worpitzky

Des de 1920
- Andreas Franz
- Hans Hagen
- Hans Kalb
- Ludwig Leinberger
- Josef Pöttinger

Des de 1930
- Edmund Conen
- Rudolf Gellesch
- Ludwig Goldbrunner
- Richard Hofmann
- Karl Hohmann
- Hans Jakob
- Paul Janes
- Albin Kitzinger
- Ernst Lehner
- Reinhold Münzenberg
- Helmut Schön
- Otto Siffling
- Fritz Szepan

Des de 1940
- Andreas Kupfer
- Albert Sing
- Fritz Walter
- Ottmar Walter

Des de 1950
- Horst Eckel
- Herbert Erhardt
- Werner Liebrich
- Maximilian Morlock
- Josef 'Jupp' Posipal
- Helmut Rahn
- Hans Schäfer
- Horst Szymaniak
- Bert Trautmann

Des de 1960
- Lothar Emmerich
- Helmut Haller
- Sigfried Held
- Horst-Dieter Höttges
- Hans Tilkowski
- Wolfgang Overath
- Karl Heinz Schnellinger
- Willi Schulz
- Uwe Seeler
- Wolfgang Weber

Des de 1970
- Rüdiger Abramczik
- Franz Beckenbauer
- Horst Blankenburg
- Rainer Bonhof
- Paul Breitner
- Jürgen Croy (rda)
- Hans Jürgen Dörner (rda)
- Jürgen Grabowski
- Jupp Heynckes
- Uli Hoeness
- Martin Hoffmann (rda)
- Hans Jürgen Kreische (rda)
- Josef 'Sepp' Maier
- Günther Netzer
- Gerd 'Torpede' Müller
- Hans Peter 'Hansi' Müller
- Jürgen Pommerenke (rda)
- Hans-Georg Schwarzenbeck
- Jürgen Sparwasser (rda)
- Joachim Streich (rda)
- Hans Hubert 'Berti' Vogts

Des de 1980
- Klaus Allofs
- Klaus Augenthaler
- Andreas Brehme
- Hans-Peter Briegel
- Karl-Heinz Förster
- Manfred Kaltz
- Pierre Littbarski
- Felix Magath
- Lothar Matthäus
- Karl-Heinz Rummenigge
- Harald Schumacher
- Bernd Schuster
- Ulrich 'Uli' Stielike

Des de 1990
- Thomas Berthold
- Oliver Bierhoff
- Guido Buchwald
- Stefan Effenberg
- Thomas Hässler
- Oliver Kahn
- Jürgen Klinsmann
- Jürgen Kohler
- Andreas Köpke
- Andreas Möller
- Matthias Sammer (rda)
- Olaf Thon
- Rudolf 'Rudi' Völler

Des de 2000
- Michael Ballack
- Miroslav Klose
- Kevin Kurányi
- Philipp Lahm
- Lukas Podolski
- Bastian Schweinsteiger

Des de 2010
- Julian Draxler
- Mats Hummels
- Toni Kroos
- Thomas Müller
- Manuel Neuer
- Mesut Özil

## Principals estadis
- Olympiastadion (Berlín)
- RheinEnergieStadion (Colònia)
- Signal Iduna Park (Dortmund)

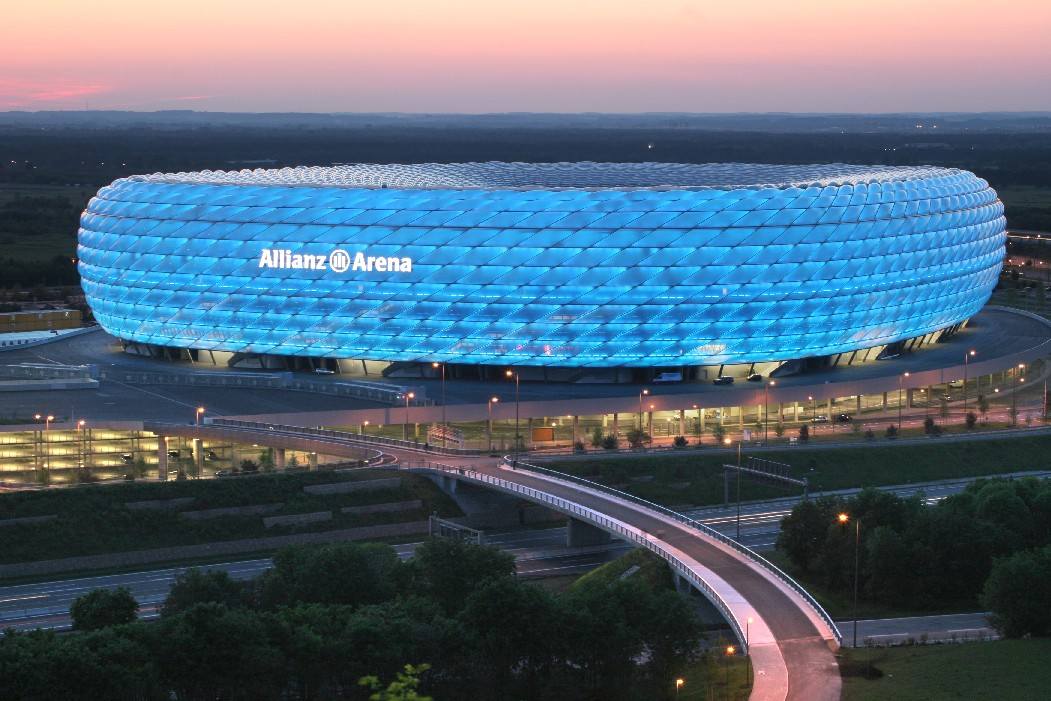
Allianz Arena de Múnic.

- Commerzbank-Arena (Frankfurt del Main)
- Veltins-Arena (Gelsenkirchen)
- Imtech Arena (Hamburg)
- AWD-Arena (Hannover)
- Fritz-Walter-Stadion (Kaiserslautern)
- Zentralstadion (Leipzig)
- Allianz Arena (Múnic)
- Olympiastadion (Múnic)
- easyCredit-Stadion (Nuremberg)
- Gottlieb-Daimler-Stadion (Stuttgart)
- LTU arena (Düsseldorf)